# Велешта
Велешта (мкд. Велешта) су насеље у Северној Македонији, у западном делу државе. Делогожди припадају општини Струга.
Велешта су до 2004. године били седиште истоимене општине, која је потом припојена општини Струга.

## Географија
Насеље Велешта је смештено у југозападном делу Северне Македоније. Од најближег града, Струге, насеље је удаљено 8 km северно.
Велешта се налазе у историјској области Дримкол, која се обухвата северну обалу Охридског језера, око истока Црног Дрима из језера. Насеље је смештено у Струшком пољу, које се пружа на северној страни Охридског језера. Северно од насеља се издиже планина Караорман, а западно Јабланица. Надморска висина насеља је приближно 720 метара.
Клима у насељу, и поред знатне надморске висине, има жупне одлике, па је пре умерено континентална него планинска.

## Историја
У 19. и почетком 20. века село је управно припадало охридској кази Османског царства. Према подацима из 1873. године село је имало 185 домаћинстава са 500 мушких муслиманских житеља. Према подацима бугарског етнографа Васила К`нчова, у селу 1900. године у селу је живело 1.110 Албанаца муслимана.

## Становништво
Велешта су према последњем попису из 2002. године имала 5.834 становника.
Већину становништва чине Албанци (98%).
Већинска вероисповест је ислам.